# 이난향
이난향(李蘭香, 1900년 ~ 1979년)은 대한제국의 마지막황제인 순종의 기생이자 조선시대의 마지막기생이다. 본명은 이선비이다.

## 생애
이난향은 조선 말기와 일제강점기를 관통하며 활동한 기생으로, 어린 나이에 권번에 들어가 기예를 익힌 후 경성 최고의 권번인 명월관에서 이름을 떨쳤다. 그녀는 단순한 기녀가 아닌, 예기(藝妓)로서의 자부심을 갖고 있었으며, 자신이 처한 시대적 조건을 인식하고 그 속에서 스스로의 예술성과 정체성을 적극적으로 형성해나간 인물이었다. 기생으로서의 경력은 불과 열두 살의 나이에 시작되었다. 어려서 가세가 기울자 생계를 위해 기생이 되는 길을 택한 것이다. 이는 당시 많은 여성들이 처했던 현실과도 일치한다. 단순히 노래와 춤만을 익히는 것이 아니라, 시와 문장, 서예, 풍류에 이르기까지 정통 교육을 받은 이난향은 ‘권번 출신’이라는 표현이 말해주듯 정규 기예 교육을 받은 엘리트 예기였다.
그녀가 처음 접한 기생의 세계는 단순한 유흥의 현장이 아니었다. 기생으로 성장하려면 단순히 외모나 재치뿐 아니라, 학식과 예술에 대한 감각, 그리고 당대의 풍류 문화에 대한 폭넓은 이해가 필수적이었다. 이난향은 일찍이 그러한 자질을 타고난 인물로 평가받았으며, 경성 권번의 주된 교사 중에는 판사 출신이나 전직 문관도 있었다고 전해진다. 이처럼 이난향은 조선 후기의 사교계에서 단순한 대상화된 여성이 아니라, 교양을 갖춘 예술가로 양성된 인물이었다. 그녀가 속했던 권번은 일본 제국의 식민 통치 아래에서도 근대적 여성 직업의 형태로 존속하였으며, 일부 관헌들은 기생을 ‘문화 자산’으로 간주하고 있었다.
기생으로서 이름을 알린 이난향은 곧 명월관이라는 상징적인 공간에서 본격적인 활동을 시작했다. 명월관은 단순한 기생집이 아닌 조선 상류층 남성들의 문화 교류의 중심지였고, 그 안에서 이난향은 당대 문인과 정치가, 상류층 인사들과 깊은 교류를 맺었다. 그녀는 미모로 주목받았지만, 외모에 의존하지 않고 기예로 평가받는 예기가 되고자 했다. 그녀는 기생 사회 내부에서도 상위 등급에 해당하는 ‘1패’에 속했으며, 이는 단지 기술의 문제가 아니라 인격, 교양, 품위 등 모든 면에서 높은 평가를 받은 자만이 올라갈 수 있는 위치였다.
이난향이 활동하던 시대는 일제의 식민통치가 강화되고 있었으며, 여성의 인권이나 자율성은 심각하게 억압당하던 시기였다. 그럼에도 불구하고 이난향은 때로는 친일 관료들에게 조소를 퍼붓고, 때로는 망명한 독립운동가들과 교류하며 시대정신에 응답하려는 태도를 보였다. 기생이 단지 오락의 매개체로서 존재하던 기존 통념을 넘어서, 이난향은 지식인, 예술가, 정치적 감각을 지닌 여성으로서의 정체성을 스스로 구성했다.
그녀는 시대의 부조리함 속에서도 자신의 품위를 지키고자 했으며, 어떤 대감에게는 담배를 함께 피우며 대등한 인간으로서의 존재감을 드러내기도 했다. 이는 그녀가 단순한 남성 권력의 소속물이 아니었음을 보여주는 대목이다. 당대의 다른 예기들과 비교해도, 이난향은 특별히 권력자에게 아첨하거나 굴종하지 않고도 존중을 받을 수 있었던 몇 안 되는 인물 중 하나로 기록된다. 그만큼 그녀는 자기 자신에 대한 자존과 품위를 지켜낸 예기로 회고된다.

## 명월관과의 활동
이난향의 예기 활동은 경성의 대표적인 권번이자 사교의 중심지였던 명월관에서 절정을 이루었다. 명월관은 단순한 유흥 공간이 아니라, 당시 조선과 일본의 정치, 군사, 문학, 예술 인사들이 자유롭게 어울리며 정보를 교환하고 인맥을 형성하던 ‘공적 사교장’에 가까운 장소였다. 이곳에서 이난향은 기예와 교양, 그리고 인격적 품격을 모두 갖춘 예기의 전형으로 자리잡았으며, 기생의 사회적 위상을 새롭게 정의한 인물로 평가받는다.
명월관은 수많은 유명 기생들이 경쟁하던 공간이었고, 권번 내부에서도 철저한 서열과 질서가 존재했다. 이난향은 이곳에서 최고 등급인 ‘1패’ 기생으로 활동하며, 당대 최고위층 인사들과 자주 교류하였다. 고위 관료들은 이난향을 단순한 유흥 상대가 아닌 교양과 예술을 논하는 상대로 대하였고, 때로는 그녀와의 만남을 위해 토지를 팔겠다는 농담을 할 정도로 그녀의 존재는 상징적이었다.
그녀가 속한 명월관의 살롱 문화는 시와 노래, 당구와 바둑, 다도와 음악, 외국어 회화까지 폭넓은 영역을 포함하고 있었으며, 이를 통해 명월관은 조선의 마지막 풍류 공간이자 초기 식민지 근대성이 교차하는 장소로 기능했다. 이난향은 이러한 다층적 문화 속에서 정무관료들과 자유롭게 토론하거나, 음악에 맞춰 춤을 추는 등 다양한 방식으로 시대의 감수성과 맞닿는 활동을 이어갔다.
명월관 내부에서는 기생들 간의 경쟁뿐 아니라, 사회적 정체성에 대한 논의도 이루어졌다. 권번 출신 기생들은 창부(娼婦)나 매음부와 구별되기를 원했고, 스스로를 '예술가'로 자리매김하고자 했다. 이난향 역시 ‘기예로 대접받는 삶’을 중시하며, 술집에 드나드는 ‘더벅머리 창부’가 권번 기생과 같은 급으로 취급받는 것에 강한 반감을 나타냈다. 명월관은 이처럼 기생 내부의 계층 질서와 자존심이 살아있는 공간이었으며, 이난향은 그러한 질서 속에서도 품위와 개성을 지켜낸 인물로 회고된다.
명월관의 살롱 문화는 단순한 과거의 유산이 아니라, 일제강점기 경성의 근대성과 연결되는 중요한 문화적 장이었다. 궁정악단이 명월관을 찾아 연주를 하기도 했고, 러시아 음악에 맞춰 ‘테트리스 춤’을 추는 등 동서양이 혼재된 문화가 형성되기도 했다. 이난향은 그러한 시대적 흐름을 가장 가까운 자리에서 지켜보며, 자신도 시대의 일부로 발화하는 존재로 거듭났다.

## 시대와 주변 인물
이난향이 활동했던 시기는 조선의 왕정이 붕괴되고 일본 제국의 식민 지배가 본격화되던 격동의 시기였다. 대한제국의 황실은 무기력하게 무너지거나 형식적인 권위만 유지하고 있었으며, 조선의 상류층은 일부는 친일의 길로, 일부는 독립운동이나 문화적 저항의 길로 나뉘고 있었다. 기생은 이러한 사회의 단면에 놓인 존재로, 예술과 정치, 권력과 저항이 교차하는 독특한 위치에 있었고, 이난향은 그 정중앙에서 삶을 영위했다.
그녀가 교류한 인물 중에는 황족 의친왕 이강도 포함되어 있었다. 그는 일제에 저항적인 태도를 보이며 대한제국의 자존을 상징하는 인물로 여겨졌고, 이난향은 그와의 친분을 통해 단순한 기녀의 이미지를 넘어서, 반제적 감정을 공유한 동반자로도 조명된다. 의친왕은 육혈포를 품고 다니며 “대한남아”를 외친 것으로도 유명했으며, 이난향은 그의 주변에서 당시의 민족적 불만과 자존감을 함께 체감했던 것으로 전해진다.
또한 이난향은 상해로 망명한 독립운동가들과도 교류가 있었던 것으로 알려진다. 한 망명 지사는 그녀의 죽음에 곡을 하고 굴건상복을 입을 정도로 깊은 교류가 있었으며, 이는 기생이 단순한 문화 소비자의 위치를 넘어서 독립운동과 정신적으로 연대했던 사례로 주목된다. 그녀의 존재는 일종의 ‘혈맹 동지’로 기억되었고, 이는 조선 기생의 역할이 단순히 위로와 접대에 한정되지 않았음을 보여주는 강력한 사례이다.
반면, 그녀가 살았던 시대는 기생의 품위와 위상에도 크고 작은 위협이 상존했던 시기였다. 일제의 매판 자본가와 친일 관료들은 기생 문화를 대중 오락의 하나로 변질시키려 했고, 이로 인해 품격을 중시하던 권번 출신 예기들과 대중 술집의 창부들이 동일시되며 갈등이 빚어지기도 했다. 이난향은 이러한 상황 속에서도 예기의 정체성을 지키려 했고, 직접 친일 관료를 향해 “개돼지”라며 조롱하거나, 모욕적인 언사를 서슴지 않았다는 일화도 전해진다.
그녀가 접했던 인물들은 단지 권력자나 고객만이 아니었다. 일부 부잣집 자제들은 기생과 사랑에 빠져 가산을 탕진하거나 심지어 자살을 선택하기도 했고, 권번 소속 기생들이 이런 사건에 연루될 경우, 마치 ‘소속사’처럼 움직이던 권번에서는 혈서까지 쓰게 하며 기강을 유지하려 했다. 이난향 역시 이러한 규율 속에서 살아야 했지만, 그 안에서도 자신의 예술성과 자율성을 지키기 위한 선택을 이어갔다.
기생들은 때로는 가족보다 더 가까운 존재로 기억되기도 했다. 가난한 기생을 대신해 아궁이 불을 때거나, 채무를 떠안은 기생서방들이 있었으며, 기생 문화는 남성과 여성 간의 위계보다는, 공동체적 유대와 감정적 협력 위에서 작동한 측면도 있었다. 이난향이 활동한 권번과 명월관은 그러한 복합적 관계망의 중심이었다.

## 성격 및 평가
이난향은 당대 기생 가운데서도 유난히 품격과 자존심이 강한 인물로 회자된다. 그녀는 자신을 단순한 오락의 대상으로 삼으려는 분위기에 저항했고, 예기로서의 정체성을 누구보다 자각적으로 실천했다. 겉으로는 유순해 보였지만, 상대의 행동이 품위를 해치거나 기생을 얕잡아보는 태도를 보이면 단호히 거절하거나 조롱으로 응수했다고 전해진다. 특히 친일파 관료들이 기생들을 하대하거나 음담패설로 분위기를 흐리면, “개돼지”라는 노골적인 표현으로 일침을 가하기도 했다. 이러한 일화는 이난향의 성격이 감정 표현에 솔직하면서도 정서적으로 단단했다는 점을 보여준다.
그녀는 정무관료나 문인들과의 교류에서도 수동적인 태도를 보이지 않았다. 시문과 음악, 담배와 차, 당구와 바둑까지 다양하게 어우러지는 명월관의 분위기 속에서, 이난향은 단순히 접대자가 아니라 대화의 주체로 기능했다. 어떤 대감과는 담배를 나누며 동등하게 대화를 이어갔고, 어떤 손님과는 철학이나 역사에 관한 토론을 주도했다고 전해진다. 그녀는 ‘기생 재상’이라 불리는 인물들 사이에서도 독자적인 존재감을 발휘했으며, 많은 이들에게 존경의 대상으로 여겨졌다.
이난향의 품격은 복장과 말투, 태도 등 외형적 요소에서도 드러났다. 화려한 장식을 배제하고 단정한 한복 차림으로 등장해 도리어 사람들의 시선을 모았고, 의식적으로 절제된 언행을 통해 자신이 속한 환경 속에서도 기품을 잃지 않으려 했다. 한편 그녀의 유머 감각과 재치 있는 말투는 명월관의 손님들을 사로잡는 매력이기도 했다. 당대 최고 관료들이 ‘한복 입고 당구 200 치던’ 풍경 속에서 기생들이 웃음을 터뜨릴 때, 중심에는 항상 이난향이 있었다.
후대의 평가는 이난향을 단지 ‘아름다운 기생’이 아니라, 조선 후기와 식민지 초기의 복잡한 사회를 살아낸 ‘주체적 여성’으로 조명하고 있다. 그녀는 시대의 희생자이면서도 동시대적 한계를 넘어선 인물이었으며, 기생이라는 역할에 예술적, 문화적 의미를 부여하고자 했던 의지를 통해, 당대 여성의 자기 형성과 표현 가능성을 보여준 존재였다. 기생의 ‘급’을 구분하고, 창부와의 경계를 분명히 하며, 스스로의 품위를 지켜낸 그녀의 삶은 당시 사회의 성적 위계와 여성혐오적 시선에 대한 실천적 저항이기도 했다.
또한 그녀는 기생이기 이전에 ‘한 사람의 인간’으로 존중받기 위해 다양한 시도를 했고, 이러한 노력은 단지 개인적 성격이라기보다는, 한 시대가 예기에게 요구한 교양과 인격, 그리고 저항의 양식이 응축된 형태였다. 이난향은 개인의 삶을 통해 시대와 마주했고, 자신을 둘러싼 사회적 질서와의 긴장 속에서 고유한 해석과 삶의 태도를 선택한 인물로 평가받는다.

## 관련 일화
이난향과 관련된 일화 중 가장 유명한 것은 한 부잣집 도련님과의 사건이다. 이 도련님은 이난향에게 깊이 빠져 결혼까지 원했으나, 당시 관례대로 ‘결혼비’로 지불해야 할 200원을 마련하지 못해 고심하던 중, 결국 그녀의 머리카락을 몰래 잘라 팔아버리는 사건을 벌였다. 이난향은 그 사실을 알고 격노했으나, 그보다 더 충격적인 일은 그 남자가 이후 극단적인 선택까지 고려했다는 점이었다. 기생과의 관계가 단순한 유흥이 아니라, 때때로 사회적 파국으로 이어지기도 했던 당시의 시대 분위기를 보여주는 사례였다.
다른 일화로는 이난향이 몸담았던 명월관에서 벌어진 권번 내부의 기율과 통제 사례가 있다. 소위 ‘스캔들 기생’이 발생했을 때, 권번은 해당 기생을 무릎 꿇게 하고 혈서를 받기까지 하며, 기생의 명예와 단속을 매우 엄격하게 관리했다. 이난향은 그러한 권위적인 구조 속에서도 단순히 순응하지 않고, 권번과의 협상을 통해 자신만의 예술 활동을 이어나간 것으로 전해진다.
한편, 이난향은 외상으로 술을 마시러 오는 서민 고객들에 대해서도 유별난 태도를 보였다. 일부 기생들은 그런 손님을 하대하거나 무시했지만, 이난향은 그들에게도 정중히 ‘아씨’라 불리며 응대하는 품격을 유지했고, 그 덕분에 단골이 많았다. 명월관의 외상 장부에는 “한 푼 없이 외상 끊고도 가장 자주 찾아온 손님” 옆에 그녀의 이름이 적혀 있었다는 증언도 남아 있다.
이난향과의 인연으로 가장 극단적인 선택을 한 사례는, 한 청년이 그녀의 뒤를 따라 쥐약을 들이켰다는 사건이다. 이 일은 당대 사회를 경악시켰으며, 단순한 사랑이 아니라 ‘기생과의 정사’가 어떤 절망과 낭만을 동시에 품고 있었는지를 드러낸다. 기생은 희망과 파멸이 공존하는 사회적 존재였고, 이난향은 그런 상징의 중심에 있었다.
또한, 그녀와 관련된 일화 중 일부는 근대적 사교문화의 형성과도 연결된다. 궁정악단이 명월관을 찾아 연주를 하던 날, 러시아풍 음악에 맞춰 기생들이 이색적인 춤을 선보였는데, 이를 두고 훗날 누군가는 ‘테트리스 춤’ 같았다고 회상했다. 이난향은 그 자리에서도 중심에 서 있었고, 동서양이 혼합된 경성의 문화적 전환기 속에서 ‘예기의 진화’를 대표하는 인물로 각인되었다.
기생과의 연애와 결혼이 허용되지 않던 시기, 많은 남성들이 기생에게 집착하거나 ‘기생을 집에 들이기 위해’ 아내를 내보내기도 했다. 이난향의 주변에도 그런 사례가 있었고, 그로 인해 사회적 파탄이나 이혼, 폭력이 동반되는 경우가 잦았다. 기생서방으로 살아가는 남성들 중 일부는 매를 대신 맞는 등 기생과의 관계를 통해 또 다른 계급의 고통을 감내하기도 했다.
마지막으로, 그녀의 성격과 시대 의식을 보여주는 또 다른 일화는, 이난향이 3·1절 기념일 즈음 일제 경찰에 항거하여 술집에서 만세를 외쳤다는 이야기다. 일제는 이를 문제 삼아 '술집 만세는 자진출두 사안'이라며 비하했으나, 그녀는 “조선 여성도 뜻이 있다”는 언명을 남기며 경찰 조사에 응했다고 한다. 이는 그녀가 시대적 억압 속에서도 스스로의 의지를 지키고자 했던 실천적 태도를 상징적으로 보여주는 장면으로 회고된다.

## 유산 및 문화적 영향
이난향은 단지 아름다운 기예로 이름을 남긴 기생이 아니라, 일제강점기라는 억압적 시대 속에서도 자존과 품위를 지키며, 예기라는 존재가 지닐 수 있는 문화적 가능성을 끝까지 밀어붙인 인물이었다. 그녀의 존재는 기생이라는 신분의 한계를 넘어서, 조선 후기와 근대 초기에 여성 예술가가 취할 수 있는 가장 전위적인 형식의 구현으로 평가받는다. 그녀는 당대 권력자들에게 영합하지 않으면서도 사회적 존중을 끌어낸 드문 사례로, ‘기생이 예술가이자 지식인으로 기능할 수 있음’을 보여준 인물이었다.
그녀가 활동한 명월관은 그 자체로 하나의 근대적 문화 복합체였으며, 이난향은 그 중심에서 시대를 정서적으로 매개하는 역할을 수행했다. 명월관은 시와 문학, 음악과 무용, 술과 정치가 교차하는 공간이었고, 이난향은 당대 문인들의 시에 자주 등장하거나 직접 시를 쓰기도 하며 문화적 뮤즈로 기능했다. 그녀는 단순히 주체가 아닌 ‘표현되는 대상’이 아니라, 표현 그 자체가 되는 인물로 기억되었으며, 그로 인해 기생 문화를 둘러싼 통념을 뒤흔들었다.
일제강점기 이후에도 그녀의 이미지와 이름은 각종 연극과 소설, 회고록에서 반복적으로 등장했다. 특히 1945년 해방 이후, 일제 시기 기생들이 어떻게 근대성과 민족성을 동시에 매개했는지를 성찰하는 담론에서, 이난향은 시대의 상징으로 자주 소환되었다. 한편 그녀와 유사한 경로를 거친 예기들이 미국 군정기 이후 쇼걸, 댄서, 창극단원, 혹은 영화계 여성 배우로 변모하는 흐름 속에서, 이난향의 삶은 일종의 전환점으로 평가되었다. 그녀는 기생 문화의 최정점이자 종결점으로 자리매김되며, 이후의 화류 문화가 점점 상업화·대중화되는 흐름과도 대조되었다.
후대의 문인들과 사학자들은 이난향을 단순히 ‘기생’으로 분류하기보다, 시대의 경계를 넘나든 여성 지식인, 혹은 예술 사회의 실천가로 정의하고자 하였다. 그녀는 독립운동가들과의 교류, 황실과의 인연, 궁정악단과의 협업을 통해, '성적 노동자'로서의 기생이 아니라 ‘문화 기획자’로서의 기생이 가능하다는 것을 입증했다. 이런 면에서 이난향은 그 시대를 살아간 여성 중 가장 복합적인 정체성을 지닌 인물 중 하나로 재조명되고 있다.
오늘날 이난향의 이름은 시대의 낭만성과 저항성, 예술성과 지성, 그리고 여성성과 민족성을 동시에 상징하는 복합적 기호로 남아 있다. 그녀는 역사적 주변부에 머물렀던 수많은 여성 인물들 중에서도, 자기 이름을 적극적으로 증명해낸 인물이며, 조선 기생이라는 제도의 가장 예외적인 꽃으로 기록된다.